# Lasiobelba gibbosa
Lasiobelba gibbosa är en kvalsterart som först beskrevs av Sandór Mahunka 1985.  Lasiobelba gibbosa ingår i släktet Lasiobelba och familjen Oppiidae. Inga underarter finns listade i Catalogue of Life.